# Carlos Dafé
José Carlos de Sousa, mais conhecido como Carlos Dafé, é um Cantor, compositor e instrumentista de soul. Seu maior sucesso foi  o samba-soul "Pra que Vou Recordar o que Chorei", faixa do álbum Pra que Vou Recordar, de 1977, lançado pela WEA. Recebeu de Nelson Motta o apelido de "Príncipe do Soul".

## Discografia

### Estúdio
- 1977 - Pra que Vou Recordar (WEA)
- 1978 - Venha Matar Saudades (WEA)
- 1979 - Malandro Dengoso (WEA)
- 1983 - De Repente {RCA)
- 1985 - O Trem da Gente (Acorde)
- 1994 - "O Seu Jeito de Olhar" (Maurício Produções & Perfil Musical)
- 2016 - Bem-vindo ao Baile (Atração Fonográfica)